# Visoka Sierra (1941.)
Visoka Sierra (eng. High Sierra) je film noir  Raoula Walsha s  Humphreyjem Bogartom i  Idom Lupino. Scenarij su napisali John Huston i W.R. Burnett prema Burnettovu romanu.

## Radnja
Gangster Big Mac planira pljačku u kasinu u odmaralištu u  Kaliforniji, a operaciju bi trebao voditi iskusni kriminalac Roy Earl kad izađe iz zatvora na Istoku. Roy se vozi preko zemlje u kamp u planinama kako bi se sastao s dvojicom muškaraca koji će mu pomoći u pljački. Jedan od njih dvojice sa sobom je poveo odbjeglu mladu ženu, Marie. Roy želi poslati Marie natrag u Los Angeles, ali nakon svađe ona ga nagovara da je pusti da ostane.
Marie se počne zaljubljivati u Roya dok on planira i provodi pljačku, ali on ne uzvraća ljubav. U vožnji prema planinama, Roy upoznaje obitelj Velme, djevojke s deformiranom nogom koja zbog toga šepa. Nakon pljačke, Roy plaća operaciju koja će omogućiti Velmi da normalno prohoda. Dok se oporavlja, Roy zaprosi Velmu, ali ona odbija, objasnivši mu kako je već zaručena za čovjeka iz rodnog grada. Nakon što stiže njen zaručnik, on i Velma počinju piti nekoliko dana u kući njezinih roditelja, što se gadi i frustrira Roya. Vraća se k Marie te oni postaju ljubavnici.
Nažalost, policija je pratila Roya još od pljačke, a dok su on i Marie napuštali grad, počinje potjera za njim. Dvoje se razdvajaju kako bi dali Marie vremena da pobjegne, dok Roya progone sve dok se on ne popne na jedan od brežuljaka Sierre, gdje ostaje preko noći. Ubrzo nakon zore, ekipa lokalnih policajaca poslana je da napadnu Roya straga. Dok Roy razmjenjuje hice s policijom, opaža ga jedan iz potjere i upuca ga.

## Glavne uloge
| Glumac          | Uloga         |
| --------------- | ------------- |
| Ida Lupino      | Marie Garson  |
| Humphrey Bogart | Roy Earle     |
| Arthur Kennedy  | Red Hattery   |
| Donald McBride  | Big Mac       |
| Cornel Wilde    | Louis Mendoza |

## Vanjske poveznice
- High Sierra u internetskoj bazi filmova IMDb-a